# Liste des noms retirés d'ouragans

Ouragan Charley touchant terre le 31 août 2004 en Floride à une intensité de Catégorie 4. Le plus puissant en douze ans à frapper la côte américaine

Ceci est une liste des noms retirés d’ouragans tel que décidé par l’Organisation météorologique mondiale lors de la rencontre annuelle du comité de surveillance des cyclones tropicaux. Cette réunion se tient en mars ou avril et les pays affectés par des tempêtes particulièrement intenses ayant causé de forts dommages peuvent proposer de retirer le nom de celles-ci des listes futures. Comme on utilise le nom d'ouragans dans l'Atlantique nord ainsi que dans le Pacifique Nord-est et centre, cette liste traite séparément ces deux régions.
Bien qu’aucune requête ne fut jamais contestée, il faut qu’un pays en fasse la demande pour qu’un nom soit retiré. Certains noms d’ouragans, comme Gordon restent dans les listes même si l’ouragan Gordon de 1994 a causé de nombreux morts et des dégâts importants, puisqu’Haïti n’a jamais demandé son retrait.

## Bassin Atlantique nord

### Liste des noms retirés

Trajectoires de tous les ouragans dont le nom fut retiré dans le bassin Atlantique nord

Dans le bassin de l’océan Atlantique nord, la tradition d’identifier des ouragans par des prénoms date de 1953. En moyenne, un nom est retiré par saison. Plusieurs années ne voient aucun nom retiré mais les saisons très actives en voient plusieurs. Par exemple, cinq noms ont été enlevés des listes futures en 2005. Entre 1954 et 2018, quatre-vingt-dix noms de tempêtes ont subi un retrait. Deux de ces noms, (Carol et Edna), ont été utilisés deux fois parce que le retrait a fait suite à une réévaluation postérieure. Deux autres,  (Hilda (en) et Janet (en)) ont été mis dans une liste mais jamais réutilisés car retirés après réévaluation.
En théorie, un ouragan ou une tempête tropicale de quelque force que ce soit peut faire l’objet d’une demande car on ne tient compte que de son impact. Cependant, entre 1972 et 2018, seuls 7 ouragans de catégorie 1, et 2 tempêtes tropicales (Allison en 2001, et Erika en 2015), ont déjà été retirés des listes.
Si tous les systèmes tropicaux sont classés par leurs intensités maximales, il est peu fréquent qu'ils touchent terre à ce pic d'intensité. Par exemple, l'ouragan Agnes ayant atteint à son pic d'intensité la catégorie 1, fut surtout meurtrière et coûteuse en tant que tempête tropicale pour la côte est des États-Unis. D'ailleurs, Agnès fut l'ouragan le plus coûteux d'Atlantique-Nord, jusqu'en 1989 avec le passage d'Hugo. Cependant la majorité des ouragans de catégorie 1 et la très grande majorité des tempêtes tropicales engendrent en général peu de dégâts. 
Seuls 11 ouragans retirés des listes ont touché terre à la catégorie 5 (vents moyens >250 km/h) en Atlantique-Nord : Janet (en) en 1955, Camille en 1969, Anita en 1978, David en 1979, Gilbert en 1988, Andrew en 1992, Dean et Felix en 2007, Irma et Maria en 2017. Les ouragans de catégorie 5 sont quasi-systématiquement retirés des listes quand ils se forment, avec 22 ouragans retirés des listes, sur 25 ouragans de catégorie 5 observés entre 1955 et 2017.
- Années 1950 : Carol, Edna, Hazel, Connie, Diane, Ione (en), Janet (en), Audrey (en) ;
- Années 1960 : Donna, Carla (en), Hattie, Flora, Cleo (en), Dora (en), Hilda (en), Betsy, Inez (en), Beulah (en), Camille ;
- Années 1970 : Celia (en), Agnes, Carmen, Fifi (en), Eloise (en), Anita (en), Greta (en), David, Frederic (en) ;
- Années 1980 : Allen, Alicia, Elena (en), Gloria, Gilbert, Joan, Hugo ;
- Années 1990 : Diana (en), Klaus (en), Bob, Andrew, Luis, Marilyn, Opal, Roxanne (en), Cesar, Fran, Hortense (en), Georges, Mitch, Floyd, Lenny ;
- Années 2000 : Keith (en), Allison, Iris, Michelle, Isidore, Lili, Fabian, Isabel, Juan, Charley, Frances, Ivan, Jeanne, Dennis, Katrina, Rita, Stan, Wilma, Dean, Felix, Noel, Gustav, Ike, Paloma ;
- Années 2010 : Tomas (en), Igor, Irene, Sandy, Ingrid, Erika, Joaquin, Matthew, Otto, Harvey, Irma, Maria, Nate, Florence, Michael, Dorian ;
- Années 2020 : Laura, Eta, Iota, Ida, Ian, Fiona, Beryl, Helene, Milton.

### Classement

#### Par intensité et dommages

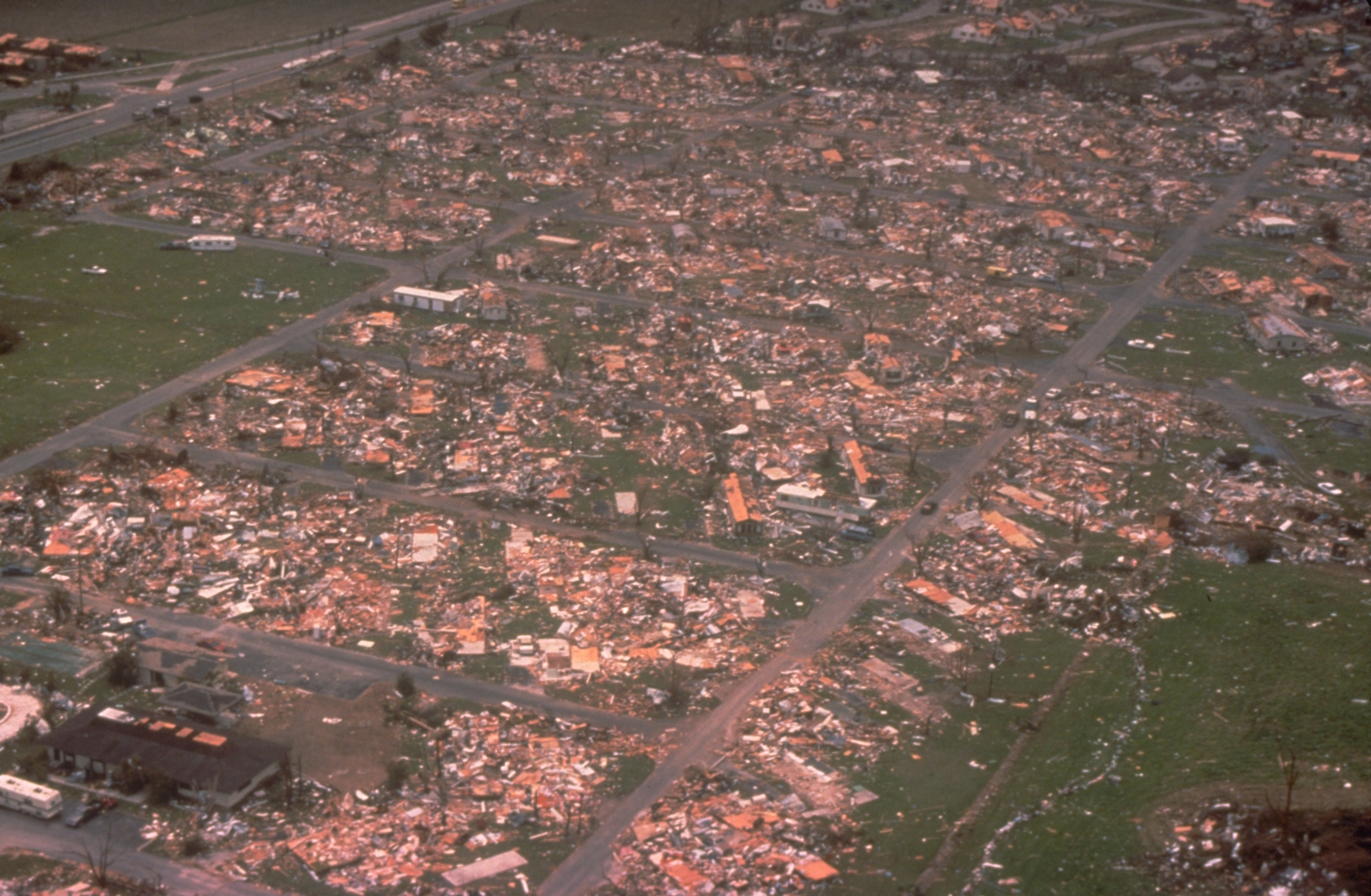
Toute une banlieue de Miami rasée par l'ouragan Andrew, le second dans la liste des plus coûteux mais le seizième pour son intensité

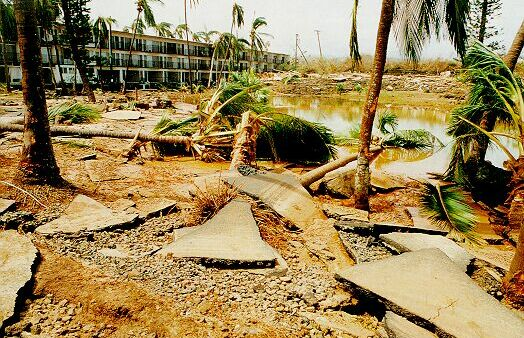
Dommages causés par l'ouragan Iniki à Hawaii

La première liste donne les ouragans et tempêtes tropicales du bassin de l’Atlantique nord par ordre croissant de leur intensité maximale selon leur pression centrale minimale. La mesure des vents maximaux soutenus sur une minute sert à établir, pour l'Atlantique nord, une intensité sur l’Échelle Saffir-Simpson. On classifie les ouragans dans la catégorie maximale même s’ils n’ont pas touché terre avec cette force. 
Dans la liste on trouve deux tempêtes tropicales, six ouragans de catégorie 1, cinq de catégorie 2, quinze de catégorie 3, trente-cinq de catégorie 4 et dix-neuf de catégorie 5. Plusieurs ouragans puissants ne se trouvent pas dans cette liste puisqu’ils n’ont affecté aucune terre (ex. Ouragan Karl en 2004), ou ont frappé des zones très peu habitées (Ouragan Bret en 1999), ou se sont fortement affaiblis avant de frapper la côte (cas de l’Ouragan Ethel), ou n’ont pas fait de demande de retrait. Plusieurs ouragans des catégories inférieures sont dans cette situation mais seulement cinq ouragans de catégorie 5, les plus intenses, n’ont pas fait l’objet d’une demande. Un des ouragans figurant dans cette liste, l'Ouragan Cesar-Douglas, a atteint son intensité maximale après être passé du bassin Atlantique à celui du Pacifique, d’où le double nom. L’intensité mentionnée dans ce cas est celle mesurée dans l’Atlantique sous le nom Cesar.
La seconde liste donne un classement des ouragans en fonction du coût des dommages normalisé en dollars américains de 2015. Les noms d’ouragans sont en général retirés à partir de ces dommages et du nombre de morts qu’ils ont causés. Même en tenant compte de l’inflation, les tempêtes les plus récentes sont plus coûteuses que les plus anciennes. Cela est dû au fait que la population des zones à risques a fortement augmenté depuis les cinquante dernières années, que les édifices et infrastructures sont de meilleure qualité et en plus grand nombre. Ces chiffres ne tiennent également compte que des estimations disponibles, en particulier pour les plus vieux ouragans pour lesquels les données de certains pays sont très difficiles à obtenir.
| D | T | 1 | 2 | 3 | 4 | 5 |

| Nom      | Saison | nœuds1 | km/h1 | hPa² |
| -------- | ------ | ------ | ----- | ---- |
| Erika    | 2015   | 40     | 85    | 1003 |
| Allison  | 2001   | 50     | 95    | 1000 |
| Cesar    | 1996   | 75     | 140   | 990  |
| Klaus    | 1990   | 70     | 130   | 985  |
| Ingrid   | 2013   | 70     | 130   | 983  |
| Tomas    | 2010   | 80     | 155   | 982  |
| Noël     | 2007   | 70     | 130   | 980  |
| Diana    | 1990   | 85     | 160   | 980  |
| Stan     | 2005   | 70     | 130   | 977  |
| Agnes    | 1972   | 75     | 140   | 977  |
| Fifi     | 1974   | 95     | 175   | ≤971 |
| Juan     | 2003   | 90     | 170   | 969  |
| Diane    | 1955   | 105    | 190   | ≤969 |
| Alicia   | 1983   | 100    | 180   | 963  |
| Carol    | 1954   | 85     | 160   | ≤960 |
| Roxanne  | 1995   | 100    | 180   | 956  |
| Eloise   | 1975   | 110    | 200   | 955  |
| Edna     | 1954   | 105    | 190   | ≤954 |
| Elena    | 1985   | 110    | 200   | 953  |
| Bob      | 1991   | 100    | 180   | 950  |
| Jeanne   | 2004   | 105    | 190   | 950  |
| Gracie   | 1959   | 120    | 225   | 950  |
| Cleo     | 1964   | 135    | 250   | ≤950 |
| Marilyn  | 1995   | 100    | 180   | 949  |
| Iris     | 2001   | 125    | 230   | 948  |
| Greta    | 1978   | 115    | 215   | 947  |
| Fran     | 1996   | 105    | 190   | 946  |
| Audrey   | 1957   | 125    | 230   | ≤946 |
| Celia    | 1970   | 110    | 200   | 945  |
| Paloma   | 2008   | 125    | 230   | 944  |
| Frederic | 1979   | 115    | 215   | 943  |
| Irene    | 2011   | 105    | 195   | 942  |
| Dora     | 1964   | 120    | 225   | 942  |
| Keith    | 2000   | 120    | 225   | 941  |
| Charley  | 2004   | 130    | 240   | 941  |
| Gustav   | 2008   | 130    | 240   | 941  |
| Hilda    | 1964   | 130    | 240   | 941  |
| Betsy    | 1965   | 135    | 250   | 941  |
| Sandy    | 2012   | 100    | 190   | 940  |
| Flora    | 1963   | 120    | 225   | 940  |
| Lili     | 2002   | 125    | 230   | 940  |
| Fabian   | 2003   | 125    | 230   | 939  |
| Ione     | 1955   | 105    | 190   | ≤938 |
| Georges  | 1998   | 135    | 250   | 937  |
| Hazel    | 1954   | 130    | 240   | ≤937 |
| Connie   | 1955   | 125    | 230   | ≤936 |
| Hortense | 1996   | 120    | 225   | 935  |
| Luis     | 1995   | 120    | 225   | 935  |
| Frances  | 2004   | 125    | 230   | 935  |
| Ike      | 2008   | 125    | 230   | 935  |
| Isidore  | 2002   | 110    | 200   | 934  |
| Michelle | 2001   | 120    | 225   | 933  |
| Lenny    | 1999   | 135    | 250   | 933  |
| Joan     | 1988   | 125    | 230   | 932  |
| Joaquin  | 2015   | 135    | 250   | 931  |
| Carla    | 1961   | 150    | 280   | 931  |
| Dennis   | 2005   | 130    | 240   | 930  |
| Donna    | 1960   | 140    | 260   | ≤930 |
| Inez     | 1966   | 130    | 240   | 929  |
| Felix    | 2007   | 145    | 270   | 929  |
| Carmen   | 1974   | 130    | 240   | 928  |
| Anita    | 1977   | 150    | 280   | 926  |
| Igor     | 2010   | 135    | 250   | 925  |
| David    | 1979   | 150    | 280   | 924  |
| Beulah   | 1967   | 140    | 260   | 923  |
| Andrew   | 1992   | 150    | 280   | 922  |
| Floyd    | 1999   | 135    | 250   | 921  |
| Hattie   | 1961   | 140    | 260   | ≤920 |
| Gloria   | 1985   | 125    | 230   | 919  |
| Hugo     | 1989   | 140    | 260   | 918  |
| Opal     | 1995   | 130    | 240   | 916  |
| Isabel   | 2003   | 145    | 270   | 915  |
| Janet    | 1955   | 150    | 280   | ≤914 |
| Ivan     | 2004   | 145    | 270   | 910  |
| Dean     | 2007   | 145    | 270   | 906  |
| Mitch    | 1998   | 155    | 285   | 905  |
| Camille  | 1969   | 165    | 305   | ≤905 |
| Katrina  | 2005   | 150    | 280   | 902  |
| Allen    | 1980   | 165    | 305   | 899  |
| Rita     | 2005   | 155    | 290   | 895  |
| Gilbert  | 1988   | 160    | 295   | 888  |
| Wilma    | 2005   | 160    | 295   | 882  |

| Name     | Saison | Dommages (à ce moment) | Dommages (2015 $US) |
| -------- | ------ | ---------------------- | ------------------- |
| Katrina  | 2005   | $108 milliards         | $133.21 milliards   |
| Sandy    | 2012   | $75 milliards          | $79.4 milliards     |
| Andrew   | 1992   | $26.5 milliards        | $45.49 milliards    |
| Ike      | 2008   | $37.5 milliards        | $43.03 milliards    |
| Wilma    | 2005   | $29.4 milliards        | $35.79 milliards    |
| Ivan     | 2004   | $23.3 milliards        | $29.73 milliards    |
| Charley  | 2004   | $15.1 milliards        | $19.26 milliards    |
| Irene    | 2011   | $16.5 milliards        | $17.78 milliards    |
| Hugo     | 1989   | $8.5 milliards         | $16.46 milliards    |
| Rita     | 2005   | $12 milliards          | $14.80 milliards    |
| Georges  | 1998   | $9.72 milliards        | $14.45 milliards    |
| Frances  | 2004   | $9.85 milliards        | $12.57 milliards    |
| Allison  | 2001   | $9 milliards           | $12.37 milliards    |
| Agnes    | 1972   | $2,1 milliards         | $12.07 milliards    |
| Betsy    | 1965   | $1,42 milliard         | $10.92 milliards    |
| Gilbert  | 1988   | $5 milliards           | $10.13 milliards    |
| Floyd    | 1999   | $6.9 milliards         | $9.99 milliards     |
| Jeanne   | 2004   | $7.66 milliards        | $9.77 milliards     |
| Camille  | 1969   | $1,42 milliard         | $9.23 milliards     |
| Mitch    | 1998   | $6.2 milliards         | $9.21 milliards     |
| Fifi     | 1974   | $1.8 milliard          | $8.52 milliards     |
| Anita    | 1977   | $2.28 milliards        | $7.88 milliards     |
| Gustav   | 2008   | $6.61 milliards        | $7.59 milliards     |
| Diane    | 1955   | $0.755 milliard        | $7.53 milliards     |
| Frederic | 1979   | $2,3 milliards         | $7.38 milliards     |
| Isabel   | 2003   | $5.37 milliards        | $7.09 milliards     |
| Fran     | 1996   | $4.16 milliards        | $6.39 milliards     |
| Celia    | 1970   | $0.93 milliard         | $5.72 milliards     |
| David    | 1979   | $1.54 milliard         | $4.94 milliards     |
| Dennis   | 2005   | $3.97 milliards        | $4.9 milliards      |
| Stan     | 2005   | $3.96 milliards        | $4.88 milliards     |
| Alicia   | 1983   | $2 milliards           | $4.82 milliards     |
| Inez     | 1966   | $0.227 milliard        | $4.56 milliards     |
| Carol    | 1954   | $0.462 milliard        | $4.2 milliards      |
| Flora    | 1963   | $0.528 milliard        | $4.19 milliards     |
| Joan     | 1988   | $2 milliards           | $4.05 milliards     |
| Luis     | 1995   | $2,5 milliards         | $3.97 milliards     |
| Allen    | 1980   | $1.24 milliard         | $3.53 milliards     |
| Hazel    | 1954   | $0.382 milliard        | $3.47 milliards     |
| Carla    | 1961   | $0.326 milliard        | $3.32 milliards     |
| Donna    | 1960   | $0.9 milliard          | $3.27 milliards     |
| Elena    | 1985   | $1.25 milliard         | $2.8 milliards      |
| Michelle | 2001   | $2 milliards           | $2.75 milliards     |
| Bob      | 1991   | $1,5 milliard          | $2.65 milliards     |
| Eloise   | 1975   | $0.56 milliard         | $2.42 milliards     |
| Marilyn  | 1995   | $1,5 milliard          | $2.38 milliards     |
| Roxanne  | 1995   | $1,5 milliard          | $2.38 milliards     |
| Dean     | 2007   | $1.78 milliard         | $2.06 milliards     |
| Gloria   | 1985   | $0.9 milliard          | $2.01 milliards     |
| Dora     | 1964   | $0.25 milliard         | $1.95 milliard      |
| Isidore  | 2002   | $1.3 milliard          | $1.75 milliard      |
| Ingrid   | 2013   | $1.5 milliard          | $1.57 milliard      |
| Cleo     | 1964   | $0.187 milliard        | $1.55 milliard      |
| Beulah   | 1967   | $1 milliard            | $1.5 milliard       |
| Audrey   | 1957   | $0.147 milliard        | $1.29 milliard      |
| Lili     | 2002   | $0.925 milliard        | $1.24 milliard      |
| Lenny    | 1999   | $0.686 milliard        | $0.993 milliard     |
| Hilda    | 1964   | $0.126 milliard        | $0.977 milliard     |
| Felix    | 2007   | $0.72 milliard         | $0.835 milliard     |
| Opal     | 1995   | $0.514 milliard        | $0.82 milliard      |
| Ione     | 1955   | $0.088 milliard        | $0.797 milliard     |
| Carmen   | 1974   | $0.162 milliard        | $0.767 milliard     |
| Noël     | 2007   | $0.58 milliard         | $0.672 milliard     |
| Erika    | 2015   | $0.515 milliard        | $0.515 milliard     |
| Hattie   | 1961   | $0.06 milliard         | $0.490 milliard     |
| Keith    | 2000   | $0.319 milliard        | $0.447 milliard     |
| Janet    | 1955   | $0.066 milliard        | $0.433 milliard     |
| Fabian   | 2003   | $0.3 milliard          | $0.396 milliard     |
| Tomas    | 2010   | $0.348 milliard        | $0.388 milliard     |
| Edna     | 1954   | $0.043 milliard        | $0.382 milliard     |
| Connie   | 1955   | $0.086 milliard        | $0.362 milliard     |
| Paloma   | 2008   | $0.3 milliard          | $0.344 milliard     |
| Cesar    | 1996   | $0.203 milliard        | $0.312 milliard     |
| Juan     | 2003   | $0.2 milliard          | $0.264 milliard     |
| Hortense | 1996   | $0.158 milliard        | $0.243 milliard     |
| Igor     | 2010   | $0.2 milliard          | $0.223 milliard     |
| Iris     | 2001   | $0.14 milliard         | $0.192 milliard     |
| Diana    | 1990   | $0.014 milliard        | $0.165 milliard     |
| Joaquin  | 2015   | 0.122 milliard         | $0.122 milliard     |
| Gracie   | 1959   | $0.014 milliard        | $0.116 milliard     |
| Greta    | 1978   | $0.026 milliard        | $0.094 milliard     |
| Klaus    | 1990   | $0.001 milliard        | $0.002 milliard     |

#### Par mortalité
Voici une liste des ouragans établie en fonction du nombre de morts, selon les données disponibles. Les dommages par les vents et les tornades qui sont associées à ces systèmes tropicaux sont en général peu meurtriers car les structures sont préventivement renforcées dans les régions menacées. Des abris sont aussi mis à la disposition des populations et les méthodes modernes de prévisions météorologiques ont permis d'amoindrir les risques en permettant l'évacuation des côtes à la suite d'avertissements. 
En fait, la majorité des décès sont causés par les pluies diluviennes qui provoquent des inondations, des glissements de terrain, ainsi que par l'onde de tempête qui déferle sur la côte. Ces phénomènes dépendent du type de terrain, de la pente et des quantités de pluie tombées ce qui rend leur impact plus difficiles à prévoir et ne permet pas souvent de rejoindre les populations menacées à temps.

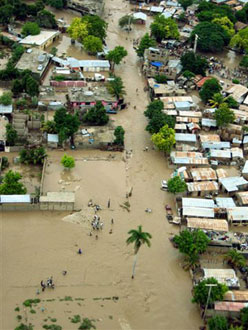
Inondation des Gonaïves (Haïti) à la suite de l'Ouragan Jeanne qui tua plus de 3000 personnes, en faisant l'un des plus meurtriers de tous les temps.

| Nom      | Saison | Morts directs  | Endroits frappés                                          |
| -------- | ------ | -------------- | --------------------------------------------------------- |
| Mitch    | 1998   | >19 325        | Nicaragua, Honduras, El Salvador, Guatemala               |
| Fifi     | 1974   | 8 000 – 10 000 | Honduras                                                  |
| Flora    | 1963   | 7 186 – 8 000  | Haïti, Cuba                                               |
| Jeanne   | 2004   | 3 037+         | Les Gonaïves (Haïti)                                      |
| David    | 1979   | 2 063+         | République dominicaine, Dominique                         |
| Katrina  | 2005   | 1 836+         | De la Louisiane à la Floride                              |
| Hazel    | 1954   | 600 – 1 200    | Haïti, Côte Est des États-Unis, Ontario (Canada)          |
| Inez     | 1966   | 1 000          | Mer des Caraïbes, Mexique                                 |
| Janet    | 1955   | 538 – 681      | Mexique, Belize, Barbade                                  |
| Georges  | 1998   | 603            | Hispaniola                                                |
| Audrey   | 1957   | 419+           | Louisiane                                                 |
| Donna    | 1960   | 364            | Porto Rico, Bahamas, Côte Est des États-Unis              |
| Gilbert  | 1988   | 327            | Mexique, Mer des Caraïbes                                 |
| Hattie   | 1961   | 262 – 275      | Belize                                                    |
| Allen    | 1980   | 236 – 261      | Hispaniola                                                |
| Camille  | 1969   | 259            | Mississippi (État), Virginie                              |
| Sandy    | 2012   | 234            | Caraïbes, Bahamas, Côte est des États-Unis                |
| Cleo     | 1964   | 200 – 217      | Petites Antilles                                          |
| Joan     | 1988   | 216            | Amérique centrale                                         |
| Ike      | 2008   | 195            | Mer des Caraïbes, Texas (États-Unis), Mexique             |
| Diane    | 1955   | 184 – 200      | Nord-est des États-Unis                                   |
| Agnes    | 1972   | 129            | Côte est des États-Unis                                   |
| Diana    | 1990   | 96             | Mexique                                                   |
| Ivan     | 2004   | 92             | Sud-est des États-Unis, Mer des Caraïbes, Alabama-Floride |
| Stan     | 2005   | 80 – 100       | Mexique, El Salvador, Guatemala                           |
| Eloise   | 1975   | 80             | Grandes Antilles, Côte Est des États-Unis                 |
| Betsy    | 1965   | 76             | Louisiane                                                 |
| Carol    | 1954   | 60             | Nouvelle-Angleterre                                       |
| Opal     | 1995   | 59             | Guatemala, Mexique                                        |
| Beulah   | 1967   | 58 – 59        | Texas, Mexique, Martinique                                |
| Floyd    | 1999   | 57             | Caroline du Nord                                          |
| Hugo     | 1989   | 49 – 56        | Guadeloupe, Montserrat, Caroline du Sud                   |
| Cesar    | 1996   | 51             | Amérique centrale                                         |
| Carla    | 1961   | 46             | Texas                                                     |
| Dennis   | 2005   | 42             | Haïti, Cuba, Alabama - Floride                            |
| Allison  | 2001   | 41             | Sud des États-Unis                                        |
| Hilda    | 1964   | 38             | Louisiane                                                 |
| Iris     | 2001   | 31+            | Placencia, Belize                                         |
| Andrew   | 1992   | 26             | Floride, Louisiane                                        |
| Fran     | 1996   | 26             | Caroline du Nord, Nord-est des États-Unis                 |
| Connie   | 1955   | 25             | Côte Est des États-Unis                                   |
| Keith    | 2000   | 24             | Amérique centrale                                         |
| Wilma    | 2005   | 23             | Haïti, Quintana Roo, Floride                              |
| Gracie   | 1959   | 22             | Virginie, Caroline du Sud, Géorgie                        |
| Alicia   | 1983   | 21             | Texas                                                     |
| Hortense | 1996   | 21             | République dominicaine, Porto Rico                        |
| Edna     | 1954   | 20             | Nouvelle-Angleterre                                       |
| Luis     | 1995   | 17             | Saint-Martin (île), Mer des Caraïbes                      |
| Lenny    | 1999   | 17             | Petites Antilles, Colombie                                |
| Michelle | 2001   | 17             | Honduras, Cuba, Nicaragua                                 |
| Celia    | 1970   | 16             | Texas, Cuba                                               |
| Isabel   | 2003   | 16             | Côte Est des États-Unis                                   |
| Charley  | 2004   | 15             | Floride, Jamaïque                                         |
| Roxanne  | 1995   | 14             | Mexique                                                   |
| Lili     | 2002   | 13             | Saint-Vincent-et-les-Grenadines, Jamaïque, Haïti          |
| Klaus    | 1990   | 11             | Martinique, Sud-est des États-Unis                        |
| Anita    | 1977   | 10             | Mexique                                                   |
| Ione     | 1955   | 8              | Caroline du Nord                                          |
| Gloria   | 1985   | 8              | Nord-est des États-Unis                                   |
| Bob      | 1991   | 8              | Nord-est des États-Unis                                   |
| Marilyn  | 1995   | 8              | Saint-Thomas, Îles Vierges américaines, Porto Rico        |
| Fabian   | 2003   | 8              | Bermudes, Côte Est des États-Unis                         |
| Rita     | 2005   | 7              | Texas - Louisiane                                         |
| Frances  | 2004   | 7              | Floride                                                   |
| Frederic | 1979   | 5              | Mississippi (État)-Alabama                                |
| Isidore  | 2002   | 4              | Mexique, Louisiane                                        |
| Juan     | 2003   | 4              | Canada atlantique, Est du Québec                          |
| Dora     | 1964   | 1              | Côte Est des États-Unis                                   |
| Carmen   | 1974   | 1              | Louisiane                                                 |
| Elena    | 1985   | 0              | Mississippi (État)                                        |

## Bassin du Pacifique Nord-est et centre

### Liste des noms retirés

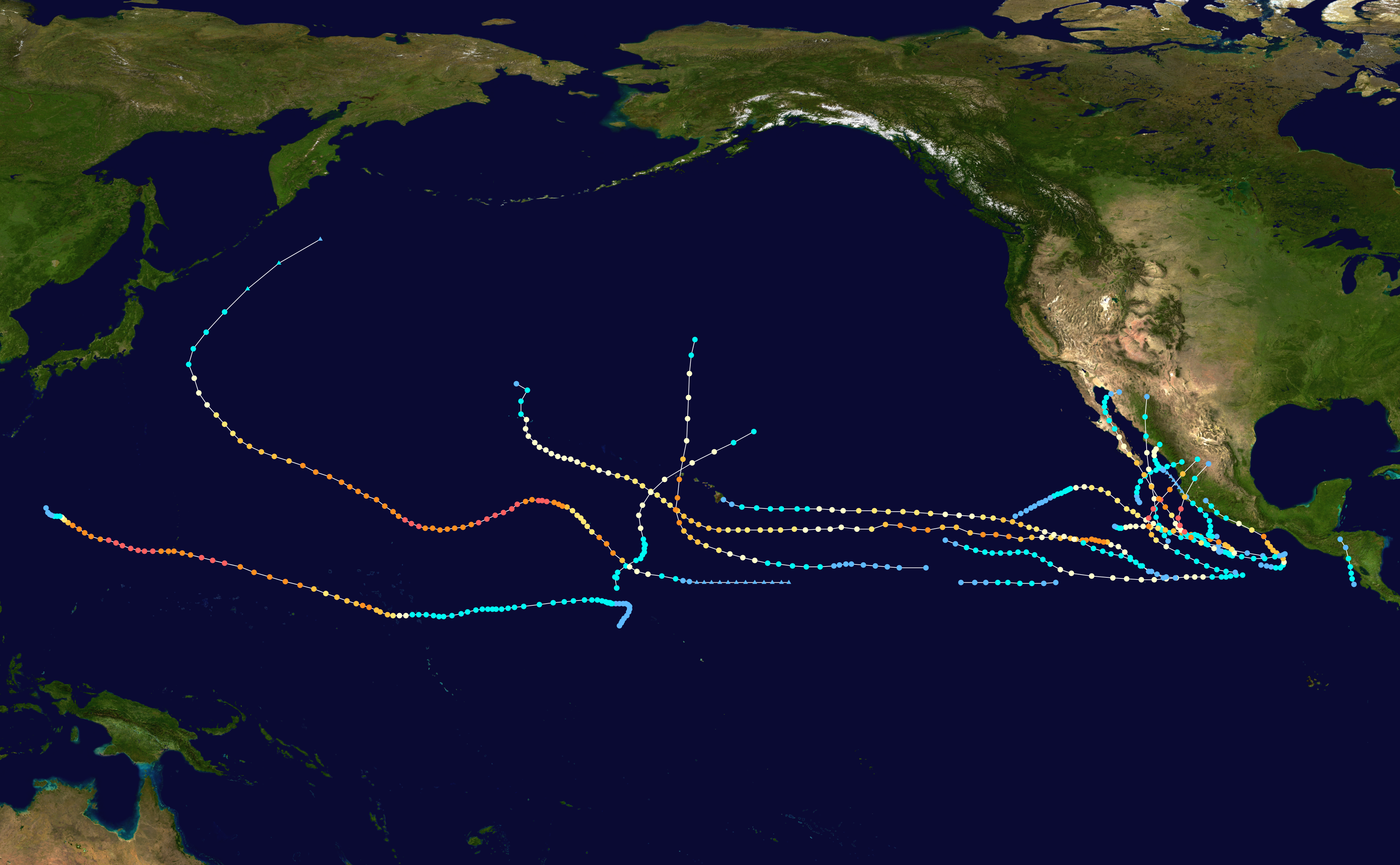
Trajectoire des noms retirés d'ouragans du Pacifique

Beaucoup de noms ont été retirés des listes officielles dans le Pacifique centre-nord et nord-est pour des raisons autres que leur impact. 
Avant 1957, deux tempêtes tropicales dans le Pacifique central-nord ont reçu des noms hawaïens qui ne furent jamais réutilisés. De 1957 à la fin des années 1970, les noms des ouragans de ce bassin ont suivi ceux des typhons du Pacifique Nord-ouest et aucun ne fut retiré. Un nouveau système d'appellation est entré en vigueur au début des années 1980. En 2006, le Central Pacific Hurricane Center a changé ou enlevé seize noms des listes, en incluant plusieurs jamais utilisés. 
Dans le Pacifique Nord-est, depuis 1960 plusieurs tempêtes ont vu leur nom retiré. Depuis la standardisation des noms dans cette région en 1978, plusieurs noms ont été retirés pour des ambiguïtés dans leur prononciation et leur double sens quand prononcé dans certaines langues. Adolph et Israel ont été enlevés à la suite de pressions politiques car ils pourraient être reliés à Adolf Hitler et à Israël. Otis a été retiré à cause de ses dégâts exceptionnels et Dora pour rôle météorologique indirect dans le déclenchement des feux de forêt de 2023 à Hawaï.
On a retiré sans raison également Knut en 1987, Iva en 1988 (deux systèmes qui n'ont jamais frappés de terres), Hazel 1965 (faible tempête tropicale qui a touché le nord-ouest du Mexique sans dommages connus) et Adele en 1970 (demeura sa vie entière au large de toute côte). Dans le cas de Hazel, il est probable que ce soit pour éviter une ambiguïté avec l'ouragan Hazel de 1954 du côté Atlantique. Certains noms ont été altérés comme Kirsten qui a été écrit Kristen en 1970 mais est revenu à son orthographe antérieure en 1974. Dans ce groupe on compte : Dalilia/Dalila et Dolores/Delores
Dans le Pacifique centre-nord, les noms suivants ont été retirés des listes pour leur impact:
- Ioke a été retiré en 2006 par Iopa après l'Ouragan Ioke.
- Iwa a été remplacé par Io après l'ouragan Iwa en 1982 ;
- Iniki a été remplacé par Iolana après l'ouragan Iniki en 1992 ;
- Paka fut retiré après 1997 à cause du Typhon Paka, nommé dans le Pacifique central mais qui a atteint son intensité maximale et son plus grand impact dans le nord-ouest de cet océan[36].

Dans le Pacifique nord-est les noms d'ouragans suivants ont été retirés :
- Fico (en)
- Fefa (en)
- Ismael
- Pauline (en)
- Kenna
- Manuel
- John

### Classement

#### Par intensité et dommages
| D | T | 1 | 2 | 3 | 4 | 5 |

| Par intensité |        |                        |                        |                   |
| Name          | Saison | Vent Maximum sur 1-min | Vent Maximum sur 1-min | Pression minimale |
| Name          | Saison | Nœuds                  | km/h                   | hPa               |
| ------------- | ------ | ---------------------- | ---------------------- | ----------------- |
| Ismael        | 1995   | 70                     | 130                    | 983               |
| Iwa           | 1982   | 80                     | 145                    | 968               |
| Fefa          | 1991   | 105                    | 195                    | 959               |
| Fico          | 1978   | 120                    | 220                    | 955               |
| Pauline       | 1997   | 115                    | 215                    | 948               |
| Iniki         | 1992   | 120                    | 225                    | 938               |
| Ioke          | 2006   | 140                    | 260                    | 915               |
| Kenna         | 2002   | 145                    | 265                    | 913               |
| Paka          | 1997   | 160                    | 295                    | 901               |

| Par dommages |        |                               |                           |
| Nom          | Saison | Dommages à ce moment (en $US) | Dommages (en $US de 2006) |
| ------------ | ------ | ----------------------------- | ------------------------- |
| Pauline      | 1997   | 7,5 milliards                 | 9,4 milliards             |
| Iniki        | 1992   | 1,8 milliard                  | 2,6 milliards             |
| Paka         | 1997   | 584 millions                  | 734 millions              |
| Iwa          | 1982   | 308 millions                  | 644 millions              |
| Kenna        | 2002   | 101 millions,                 | 113 millions              |
| Ioke         | 2006   | 88 millions                   | 90 millions               |
| Ismael       | 1995   | 26 millions                   | 34,4 millions             |
| Fico         | 1978   | 200 000                       | 618 000                   |
| Fefa         | 1991   | Inconnu                       | Inconnu                   |

#### Par mortalités

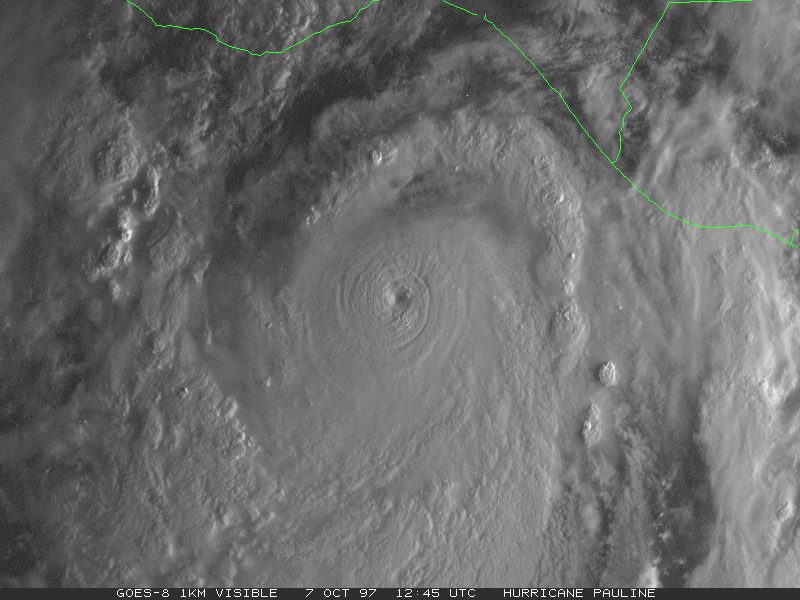
Ouragan Pauline près de son maximum d'intensité

| Nom     | Saison | Morts directs | Endroits frappés |
| ------- | ------ | ------------- | ---------------- |
| Pauline | 1997   | 230 - 400     | Oaxaca, Guerrero |
| Ismael  | 1995   | 116           | Sonora, Sinaloa  |
| Iniki   | 1992   | 6             | Hawaii           |
| Kenna   | 2002   | 4             | Nayarit          |
| Iwa     | 1982   | 1             | Hawaii           |
| Fico    | 1978   | 0             | N/A              |
| Fefa    | 1991   | 0             | N/A              |
| Paka    | 1997   | 0             | N/A              |
| Ioke    | 2006   | 0             | N/A              |